# روزدیل (اوهایو)
روزدیل (به انگلیسی: Rosedale) یک منطقهٔ مسکونی در ایالات متحده آمریکا است که در شهرستان مدیسون، اوهایو واقع شده‌است. روزدیل ۵۸۰ نفر جمعیت دارد و ۳۰۷٫۸۵ متر بالاتر از سطح دریا واقع شده‌است.